# Ördög
Ördög (staromadžarsko Ürdüng, istoveten z Erlikom iz turške mitologije) je demonsko bitje s spreminjajočim obrazom  iz madžarske mitologije, ki  pooseblja temne in zle aspekte sveta. V krščanstvu se istoveti z vragom. V madžarski mitologiji se pogosto omenja, da je Ördög  pomagal Istenu (madžarsko Bog), ko je ustvarjal svet.
Ördög je pogosto upodobljen kot bitje, podobno favnu: črn, s parklji in rogovi, zašiljenim repom, senenimi vilam in zadahom po žveplu. Prebiva v podzemlju ali peklu (madžarsko pokol) in stalno meša ogromen kotel, napolnjen z dušami. Kadar pride na zemljo, se po nekaterih legendah skrije v zidove žrtev in spušča tanke  glasove, ki so lahko visoki ali celo vreščeči. Po drugih legendah pride na zemljo v obliki lisice, temnega plamena ali ovčjega pastirja s temnimi iskrivimi očmi. Z ljudmi sklepa stave, s čimer  preverja njihovo podkupljivost. Njegov cilj je zbrati čim več duš. 

## Sklica
1. ↑  Lurker, Manfred (2004). The Routledge Dictionary of Gods and Goddesses, Devils and Demons. Routledge. str. 143. ISBN 0-415-34018-7.
2. ↑  Magyar Néprajzi Lexikon. Mek.oszk.hu. Pridobljeno 28. avgusta  2015.